# Villa Bartolomea
Villa Bartolomea är en ort och kommun i provinsen Verona i regionen Veneto i Italien. Kommunen hade 5 838 invånare (2018).